# 2065 Спайсер
2065 Спайсер (2065 Spicer) — астероїд головного поясу, відкритий 9 вересня 1959 року.
Тіссеранів параметр щодо Юпітера — 3,320.